# 巴氏副長頜魚
巴氏副長頜魚，為輻鰭魚綱骨舌魚目象鼻魚科的其中一種，分布於非洲喀麥隆、加彭及剛果民主共和國的淡水流域，體呈深褐色，頭部圓鈍，背鰭軟條16-17枚，臀鰭22-23枚，體長可達15.2公分。